# USS LST-838
O USS LST-838 foi um navio de guerra norte-americano da classe LST que operou durante a Segunda Guerra Mundial.